# 165-й гвардейский штурмовой авиационный полк
165-й гвардейский штурмовой авиационный Станиславский Краснознамённый полк — авиационная воинская часть ВВС РККА штурмовой авиации в Великой Отечественной войне.

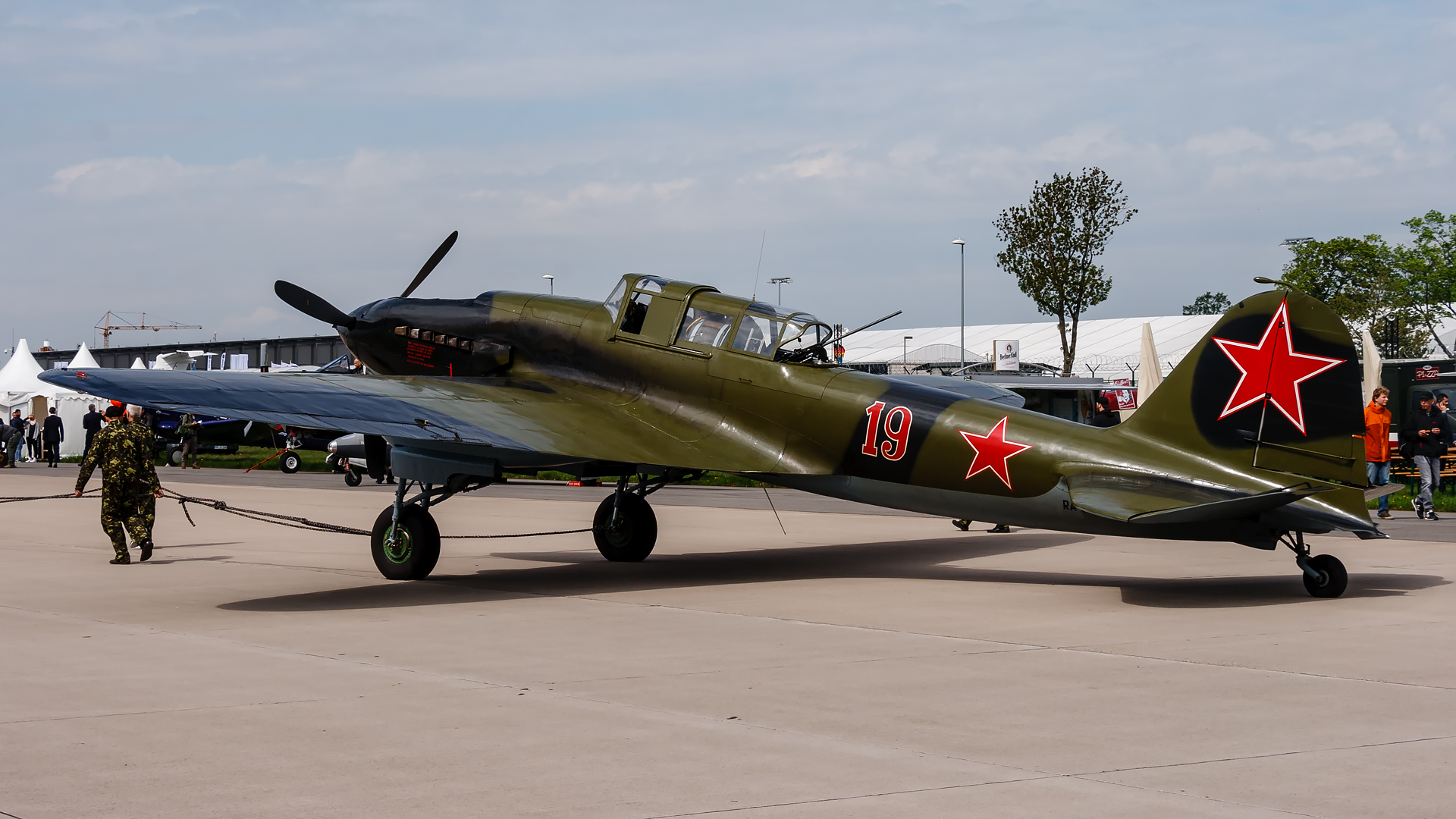
Конструкторы называли разработанный ими штурмовик Ил-2 «летающим танком», пилоты-истребители люфтваффе прозвали его «бетонным самолётом» (нем. Betonflugzeug), солдаты вермахта называли его «чумой» (нем. Schwarzer Tod, дословно: «чёрная смерть»).

## Наименование полка
В различные годы своего существования полк имел наименования:
- эскадрилья «Ультиматум» (1924)[1];
- 5-й штурмовой авиационный полк (04.1938 г.)[1];
- 61-й штурмовой авиационный полк (09.1940)[1];
- 61-й штурмовой авиационный Краснознамённый полк (09.11.1941 г.)[2];[1];
- 165-й гвардейский штурмовой авиационный Краснознамённый полк[2][1];
- 165-й гвардейский штурмовой авиационный Станиславский Краснознамённый полк[2][1];
- 165-й гвардейский истребительный авиационный Станиславский Краснознамённый полк[2];
- 165-й гвардейский истребительный авиационный Станиславский Краснознамённый полк ПВО[2];
- Войсковая часть (Полевая почта) 10292[3].

## История и боевой путь полка
Полк сформирован в 1924 году как авиационный отряд из самолётов Ньюпор, Авро и De Havilland. С увеличением этого отряда сформирована 9-я эскадрилья «Ультиматум». В апреле 1938 года в связи с реорганизацией ВВС Красной армии из трех эскадрилий 8-й штурмовой авиабригады созданы два штурмовых полка:
- 14-й штурмовой авиационный полк (65-я эскадрилья и часть 29-й эскадрильи);
- 5-й штурмовой авиационный полк (9-я эскадрилья «Ультиматум» и часть 29-й эскадрильи).

В сентябре 1940 года 5-й штурмовой авиационный полк переименован в 61-й штурмовой авиационный полк. Полк принимает участие в боевых действиях с начала войны. 5 февраля 1944 года полк за отличные боевые действия, проявленные отвагу за отечество, героизм, стойкость, дисциплину и организованность на фронтах Отечественной войны против немецких захватчиков приказом НКО СССР № 018 от 05.02.1944 года 61-й штурмовой авиационный Краснознамённый полк преобразован в 165-й гвардейский штурмовой авиационный полк.

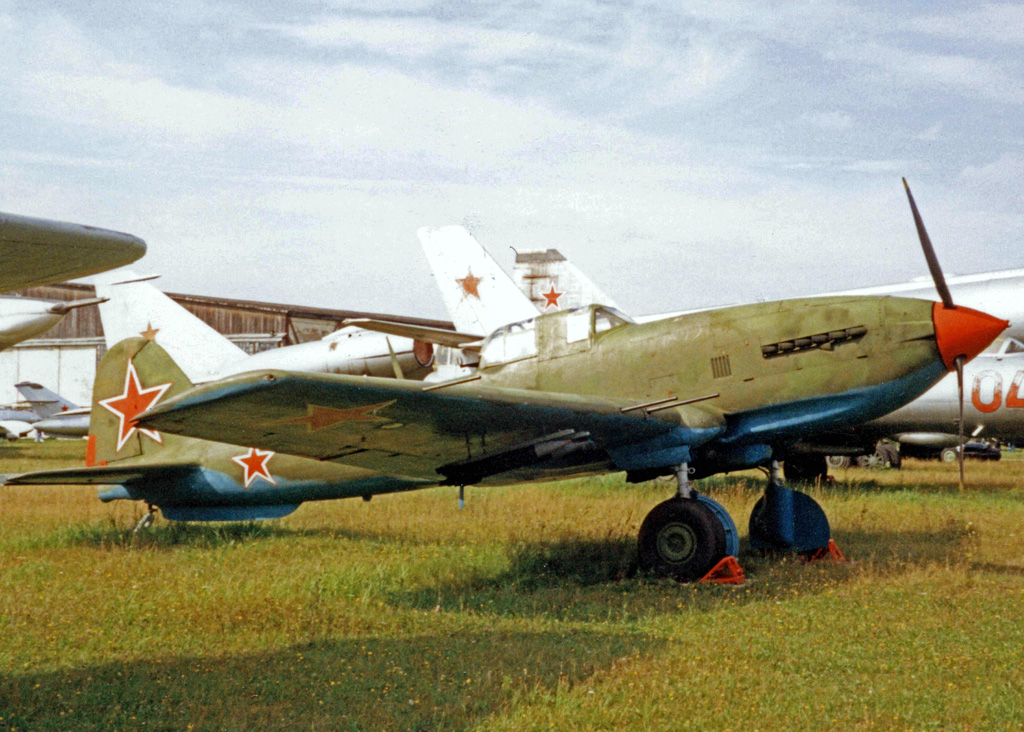
Штурмовик Ил-10 стоял на вооружении полка с конца 1945 года. На фотографии сохранившийся экземпляр самолёта в Ил-10М в Центральном музее ВВС РФ, Монино.

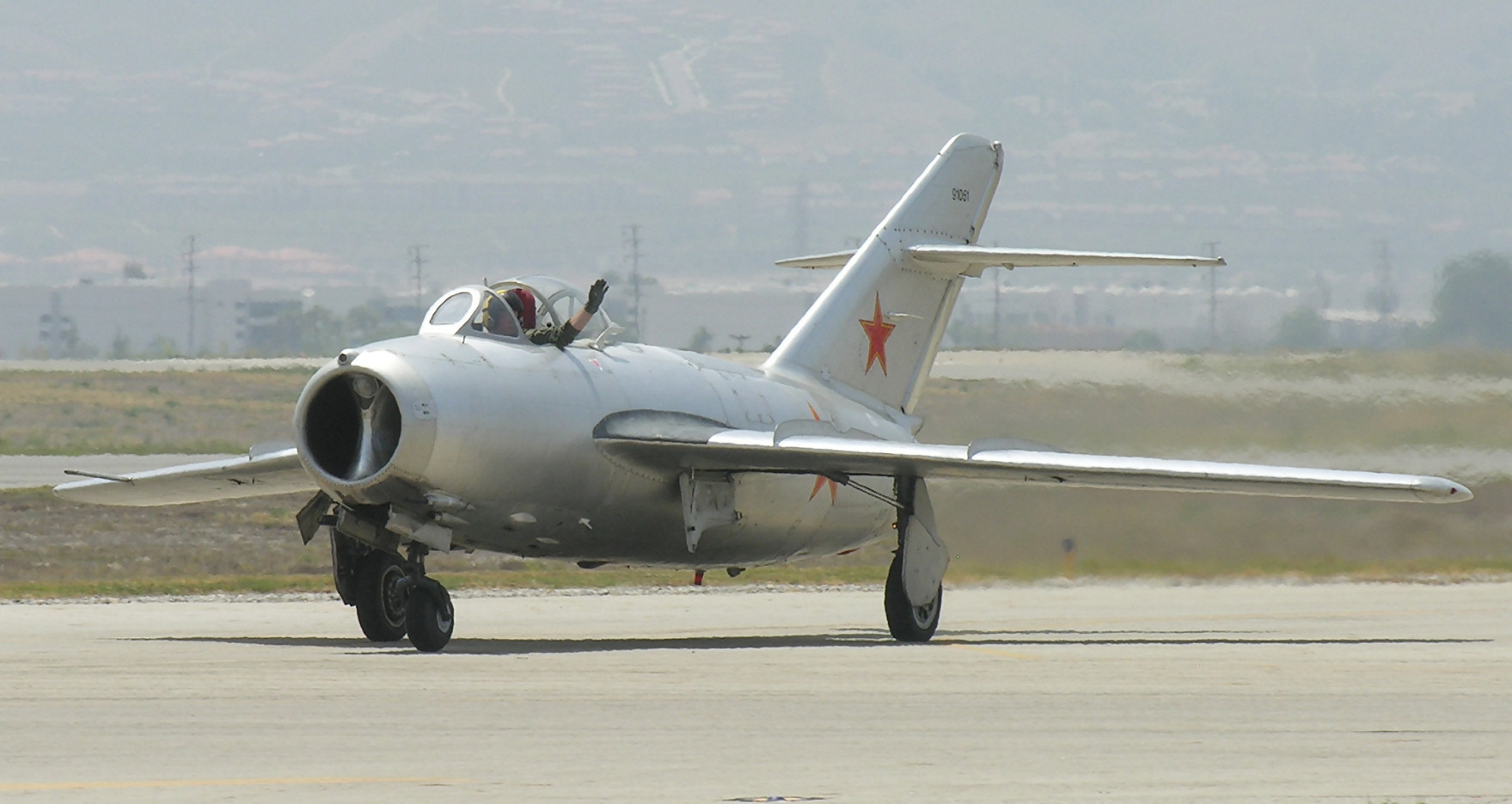
Новый МиГ-15 полк получил в начале 1950-х годов и использовал их по наземным и воздушным целям, как штурмовик, а с 1956 года - как истребитель-перехватчик ПВО.

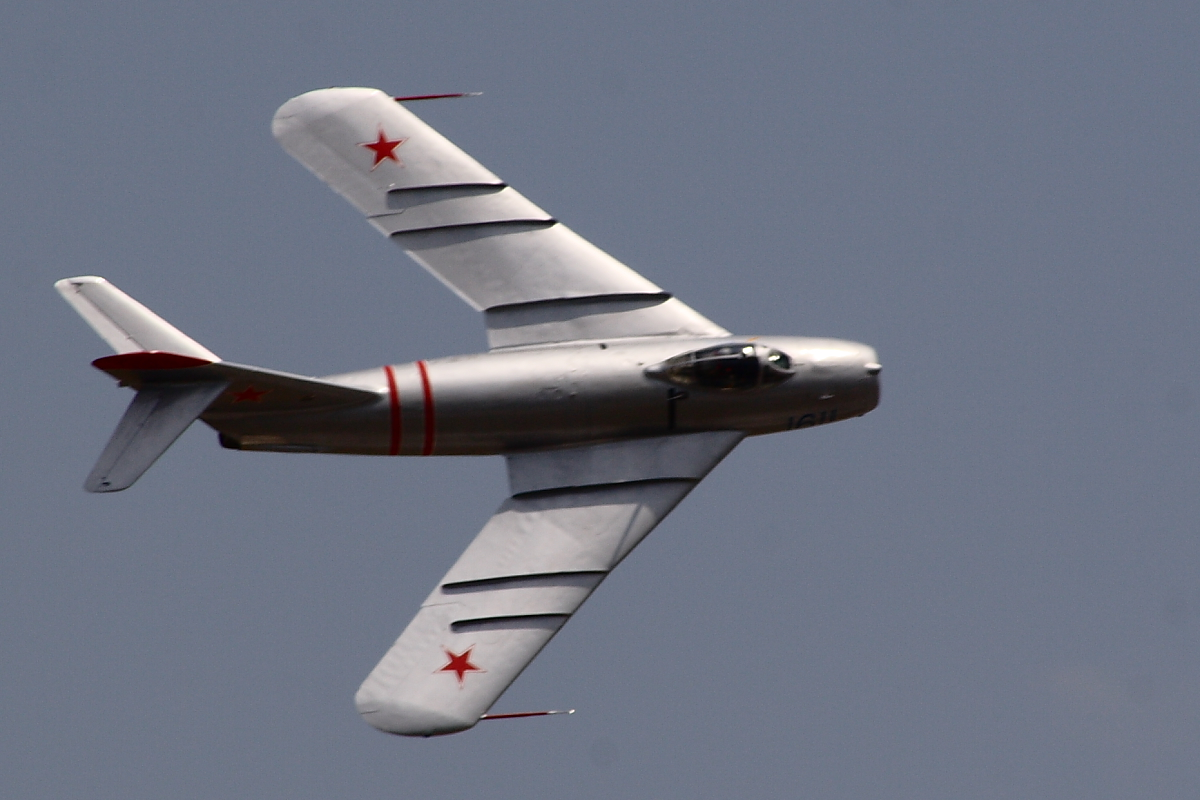
Дальнейшее оснащение полка шло самолётами МиГ-17, которые полк получил в середине 1957 году.

291-я штурмовая авиационная дивизия, в которую входил полк, преобразована в 10-ю гвардейскую штурмовую авиационную Воронежско-Киевскую дивизию. С 10 января 1944 года полк находился на доукомплектовании на аэродроме Гостомель, где занимался вводом в строй молодого летного состава. С 14 июля полк начал боевую работу с аэродромов Иванковцы, Кипячка, Н. Меньшин, Тарнополь по содействию прорыву сильно укрепленной обороны противника в районах Тарнополь, Бучач, вел боевые действия по уничтожению окруженной группировки противника в районе Белый Камень, вел напряженные боевые действия в районах Львов, Станислав, Перемышль, Ярослав, содействовал войскам при форсировании Вислы и создания плацдарма на западном берегу.
С 7 августа полк в составе дивизии вошел в состав 5-й воздушной армии 2-го Украинского фронта и базировался на аэродромах Пражила и Скуляны (Молдавской ССР), Текучи, Бухарест, Чаора, Плешою, Семиан (Румыния), вел активные действия по разгрому румыно-немецкой группировки в районах Яссы, Текучи, Бузэу, содействовал войскам в окружении и уничтожении румыно-немецких войск в районе Кишинёва, взятии столицы Румынии — Бухареста, очищении от немецких войск территории Румыния и Трансильвании.
Приказом НКО № 0255 от 10 августа 1944 года на основании Приказа ВГК № 152 от 27 июля 1944 года полку за отличие в боях при овладении областным центром Украины городом Станислав — крупным железнодорожным узлом и важным опорным пунктом обороны немцев в предгорьях Карпат присвоено почётное наименование «Станиславский».
За этот период работы в войне полк выполнил 5694 успешных боевых вылетов, сбросив 2069698 кг бомб, уничтожив 1440 танков, 94 самолётов, 7100 автомашин и 1038 повозок, 37 складов с горючим и 99 с боеприпасами, 35 переправ и 3 моста, 231 вагон, 15 барж и 30 лодок, 153 орудия зенитной артиллерии, 246 полевых батарей, 16 паровозов, 36676 солдат и офицеров противника.
В составе действующей армии полк находился с 5 февраля 1944 года по 9 мая 1945 года.
После войны полк базировался на аэродроме близ села Капусина в 9 км юго-западнее от Сомбор. В июле 1945 года полк в составе дивизии перебазирован в состав ВВС Закавказского военного округа на аэродром Марнеули (город Марнеули) в Грузинской ССР. В конце 1945 года полк получил Ил-10. В феврале 1946 года полк вместе с дивизией вошли в состав 11-й воздушной армии, которая сформирована на базе входивших в ВВС Закавказского военного округа авиационных частей и соединений, выводимых из групп войск в Европе после Великой Отечественной войны.
В 1949 году в связи с массовым переименованием частей и соединений 11-я воздушная армия переименована в 34-ю воздушную армию. Новые переименования не коснулись ни дивизию, ни её полков. В 1955 году полк получил на вооружение новый самолёт МиГ-15, который использовался в штурмовом варианте. В июне 1956 года дивизия вместе с полками передана в состав истребительной авиации ПВО и получила наименование 118-я гвардейская истребительная авиационная Воронежско-Киевская Краснознамённая орденов Суворова и Кутузова дивизия ПВО, полки дивизии также стали именоваться истребительными: полк переименован в 165-й гвардейский истребительный авиационный Станиславский Краснознамённый полк ПВО. В 1957 году в полк стал поступать самолёт МиГ-17.
В июне 1958 года в связи с изменением взглядов на применение авиации в системе ПВО дивизия была расформирована, 165-й гвардейский истребительный авиационный Станиславский Краснознамённый полк ПВО расформирован на аэродроме Марнеули, авиационная техника и личный состав были переданы в другие полки дивизии, часть была уволена с военной службы.

## Командиры полка
- майор, подполковник Мамушкин Сергей Николаевич, 1940—1942
- майор, подполковник Плескач Антон Моисеевич, 1942—1943
- гвардии майор Рассмотров Александр Иванович, с 10.1943 — 1945

## В составе соединений и объединений
| Дата          | Фронт (округ)              | Армия                                     | Дивизия                                                  | Примечания |
| ------------- | -------------------------- | ----------------------------------------- | -------------------------------------------------------- | ---------- |
| 05.02.1944 г. | 1-й Украинский фронт       | 2-я воздушная армия                       | 10-я гвардейская штурмовая авиационная дивизия           |            |
| 05.08.1944 г. | 2-й Украинский фронт       | 5-я воздушная армия                       | 10-я гвардейская штурмовая авиационная дивизия           |            |
| 10.10.1944 г. | 3-й Украинский фронт       | 17-я воздушная армия                      | 10-я гвардейская штурмовая авиационная дивизия           |            |
| 31.12.1944 г. | 3-й Украинский фронт       | Авиационная группа генерал-майора Витрука | 10-я гвардейская штурмовая авиационная дивизия           |            |
| 09.05.1945 г. | 3-й Украинский фронт       | Авиационная группа генерал-майора Витрука | 10-я гвардейская штурмовая авиационная дивизия           |            |
| 15.06.1945 г. | Южная группа войск         | 17-я воздушная армия                      | 10-я гвардейская штурмовая авиационная дивизия           |            |
| 01.07.1945 г. | Закавказский военный округ | ВВС Закавказского военного округа         | 10-я гвардейская штурмовая авиационная дивизия           |            |
| 01.02.1946 г. | Закавказский военный округ | 11-я воздушная армия                      | 10-я гвардейская штурмовая авиационная дивизия           |            |
| 10.01.1949 г. | Закавказский военный округ | 34-я воздушная армия                      | 10-я гвардейская штурмовая авиационная дивизия           |            |
| 01.06.1956 г. | Бакинский округ ПВО        | -                                         | 118-я гвардейская истребительная авиационная дивизия ПВО |            |
| 01.06.1958 г. | Бакинский округ ПВО        | -                                         | 118-я гвардейская истребительная авиационная дивизия ПВО |            |

## Участие в операциях и битвах
- Днепровско-Карпатская наступательная операция
  - Корсунь-Шевченковская операция — с 5 февраля 1944 года по 17 февраля 1944 года.
  - Проскуровско-Черновицкая операция — с 4 марта 1944 года по 17 апреля 1944 года.
- Львовско-Сандомирская операция — с 13 июля 1944 года по 29 августа 1944 года.
- Ясско-Кишинёвская операция — с 20 августа 1944 года по 29 августа 1944 года.
- Белградская операция — с 28 сентября 1944 года по 20 октября 1944 года.

## Награды
Полк за образцовое выполнение заданий командования на фронте борьбы с немецкими захватчиками и проявленные при этом доблесть и мужество Указом Президиума Верховного Совета СССР от 9 ноября 1941 года награждён Орденом Красного Знамени.

## Почётные наименования
165-му гвардейскому штурмовому авиационному Краснознамённому полку за отличие в боях при овладении областным центром Украины городом Станислав — крупным железнодорожным узлом и важным опорным пунктом обороны немцев в предгорьях Карпат Приказом НКО № 0255 от 10 августа 1944 года на основании Приказа ВГК № 152 от 27 июля 1944 года присвоено почётное наименование «Станиславский».

## Благодарности Верховного Главнокомандующего
Воинам полка в составе 10-й гвардейской штурмовой авиационной Воронежско-Киевской Краснознамённой орденов Суворова и Кутузова дивизии Верховным Главнокомандующим объявлены благодарности:
- За отличие в боях при овладении городами Порицк, Горохов, Радзехов, Броды, Золочев, Буек, Каменка, городом и крупным железнодорожным узлом Красное и занятии свыше 600 других населенных пунктов[7].
- За отличие в боях при овладении областным центром Украины городом Станислав — крупным железнодорожным узлом и важным опорным пунктом обороны немцев в предгорьях Карпат[4].
- За отличие в боях при овладении городами Яссы, Тыргу-Фрумос и Унгены[8].
- За отличие в боях при овладении штурмом городами и крупными узлами коммуникаций Фокшаны и Рымникул-Сэрат (Рымник) — важными опорными пунктами обороны немцев[9].
- За отличие в боях при овладении городом и основным центром нефтяной промышленности Румынии — Плоешти и освобождением всех нефтяных районов Румынии от немецких захватчиков[10].
- За отличие в боях при разгроме группировки немецких войск в районе Плоешти и вступлении в город Бухарест[11].
- За отличие в боях при освобождении города Белград[12].
- За отличие в боях при овладении городами Секешфехервар, Мор, Зирез, Веспрем, Эньинг, а также более 350 других населенных пунктов[13].

## Отличившиеся воины
- Должанский Николай Иванович, гвардии лейтенант, старший летчик 165-го гвардейского штурмового авиационного полка 10-й гвардейской штурмовой авиационной дивизии 2-й воздушной армии 1-го Украинского фронта, Указом Президиума Верховного Совета СССР от 26 октября 1944 года за образцовое выполнение боевых заданий командования на фронте борьбы с немецко-фашистскими захватчиками и проявленные при этом мужество и героизм удостоен звания Героя Советского Союза. Золотая Звезда № 3499.
- Мустафин Михаил Андреевич, гвардии старший лейтенант, командир звена 165-го гвардейского штурмового авиационного полка, Указом Президиума Верховного Совета СССР от 26 октября 1944 года за образцовое выполнение боевых заданий командования на фронте борьбы с немецко-фашистскими захватчиками и проявленные при этом мужество и героизм удостоен звания Героя Советского Союза. Золотая Звезда № 3498.
- Раков Александр Васильевич, гвардии лейтенант, командир звена 165-го гвардейского штурмового авиационного полка Указом Президиума Верховного Совета СССР от 26 октября 1944 года за образцовое выполнение боевых заданий командования на фронте борьбы с немецко-фашистскими захватчиками и проявленные при этом мужество и героизм удостоен звания Героя Советского Союза. Золотая Звезда № 3501.
- Артамонов Виктор Дмитриевич, гвардии лейтенант, командир звена 165-го гвардейского штурмового авиационного полка Указом Президиума Верховного Совета СССР от 18 августа 1945 года за образцовое выполнение боевых заданий командования на фронте борьбы с немецко-фашистскими захватчиками и проявленные при этом мужество и героизм удостоен звания Героя Советского Союза. Золотая Звезда № 8782.
- Басинский Владимир Лукьянович, гвардии лейтенант, старший лётчик 165-го гвардейского штурмового авиационного полка Указом Президиума Верховного Совета СССР от 18 августа 1945 года за образцовое выполнение боевых заданий командования на фронте борьбы с немецко-фашистскими захватчиками и проявленные при этом мужество и героизм удостоен звания Героя Советского Союза. Золотая Звезда № 8899.
- Васев Григорий Тимофеевич, гвардии старший лейтенант, командир звена 165-го гвардейского штурмового авиационного полка Указом Президиума Верховного Совета СССР от 18 августа 1945 года за образцовое выполнение боевых заданий командования на фронте борьбы с немецко-фашистскими захватчиками и проявленные при этом мужество и героизм удостоен звания Героя Советского Союза. Золотая Звезда № 8830.
- Лизунов Леонид Иванович, гвардии старший лейтенант, заместитель командира эскадрильи 165-го гвардейского штурмового авиационного полка Указом Президиума Верховного Совета СССР от 18 августа 1945 года за образцовое выполнение боевых заданий командования на фронте борьбы с немецко-фашистскими захватчиками и проявленные при этом мужество и героизм удостоен звания Героя Советского Союза. Золотая Звезда № 8846.
- Павлов Иван Дмитриевич, гвардии капитан, командир эскадрильи 165-го гвардейского штурмового авиационного полка Указом Президиума Верховного Совета СССР от 18 августа 1945 года за образцовое выполнение боевых заданий командования на фронте борьбы с немецко-фашистскими захватчиками и проявленные при этом мужество и героизм удостоен звания Героя Советского Союза. Золотая Звезда № 8748.
- Подсадник Николай Георгиевич, гвардии лейтенант, командир звена 165-го гвардейского штурмового авиационного полка Указом Президиума Верховного Совета СССР от 18 августа 1945 года за образцовое выполнение боевых заданий командования на фронте борьбы с немецко-фашистскими захватчиками и проявленные при этом мужество и героизм удостоен звания Героя Советского Союза. Золотая Звезда № 8930.
- Фаткин Сергей Степанович, гвардии старший лейтенант, заместитель командира эскадрильи 165-го гвардейского штурмового авиационного полка Указом Президиума Верховного Совета СССР от 18 августа 1945 года за образцовое выполнение боевых заданий командования на фронте борьбы с немецко-фашистскими захватчиками и проявленные при этом мужество и героизм удостоен звания Героя Советского Союза. Золотая Звезда № 8689.

## Память
- В школе № 478 города Москвы в районе Текстильщики создан Музей «Боевой путь 10-й гвардейской штурмовой авиационной Воронежско-Киевской Краснознамённой дивизии и боевой славы».